# جوردي سانشيز
جوردي سانشيز (بالإسبانية: Jordi Sánchez Zaragoza)‏ هو كاتب سيناريو وكاتب وممثل إسباني، ولد في 13 مايو 1964 ببرشلونة في إسبانيا.

## وصلات خارجية
- جوردي سانشيز على موقع IMDb (الإنجليزية)
- جوردي سانشيز على موقع ألو سيني (الفرنسية)
- جوردي سانشيز على موقع تيرنر كلاسيك موفيز (الإنجليزية)
- جوردي سانشيز على موقع أول موفي (الإنجليزية)
- جوردي سانشيز على موقع قاعدة بيانات الأفلام السويدية (السويدية)
- جوردي سانشيز على موقع قاعدة بيانات الفيلم (الإنجليزية)
- جوردي سانشيز على موقع كينوبويسك (الروسية)